# Eau chaude sanitaire
Pour les articles homonymes, voir ECS.
L'eau chaude sanitaire (ECS) est de l'eau chauffée pour des usages domestiques.
L'eau, chauffée par différents moyens, est acheminée via des canalisations, jusqu'à des points d'utilisation (douche, baignoire, lavabo, évier, etc.).

## Histoire
Il est fait mention dans l'antiquité d'eau de chauffage par Hérodote, qui précise que si l'on a besoin d'un bain chaud le meilleur moyen est de verser de l'eau sur des cailloux incandescents. 
Des dispositifs de circulation et de production d'eau chaude furent utilisés en abondance dans les thermes romains.

## Chauffage de l'eau
La production d'eau chaude est consommatrice en énergie. Dans les pays occidentaux, les besoins en eau chaude sanitaire ne cessent d'augmenter au regard des consommations alors que les besoins en eau chaude pour le chauffage ne cessent de baisser, suivant l'évolution de la réglementation thermique. La consommation d'eau chaude sanitaire est, en moyenne, d'environ 50 litres à 40 °C par personne et par jour, cuisine comprise[source insuffisante]. En 1999, environ 76 % de la consommation d'énergie domestique revient au chauffage, 12 % au chauffage de l'eau chaude sanitaire, le reste se répartissant entre l'énergie mécanique, l'éclairage, etc..
Connaissant la capacité thermique massique de l'eau (qui vaut 4 185 J/kg/K), il est alors possible de déterminer qu'il faut plus de 100 kJ pour élever la température d'un litre d'eau de 15 à 40 °C et donc une puissance de plus de 100 kW pour avoir un débit instantané d'un litre par seconde dans les mêmes conditions de température.

### Techniques de chauffage
De nombreuses sources d'énergie sont utilisables : l'électricité par effet Joule, la combustion d'un gaz dans un appareil prévu à cet effet (sur le principe d'une chaudière) ou encore l'échange thermique avec une boucle d'eau plus chaude (d'origine solaire ou autre) que celle qu'on veut chauffer (sur le principe de l'échangeur de chaleur). Les chauffe-eau thermodynamiques sont une variante de cette dernière sorte où un fluide frigorigène mû par une pompe à chaleur remplace l'eau de chauffe.
L'eau chaude sanitaire peut être produite à la demande par un chauffe-eau instantané ou préparée à l'avance et stockée dans un réservoir tampon (incorporé à la source ou externe) d'où l'eau est puisée à la demande.
Pour limiter les appels de puissance du système (limités de toute façon par la puissance de la source : abonnement électrique, surface de capteurs, etc.) tout en ayant un débit important, on doit s'orienter vers cette deuxième solution.
Ce système est défini par son autonomie, autrement dit par le volume effectivement consommable (à la température voulue) divisé par le débit attendu ; pour une production instantanée cette autonomie est quasi nulle.
On retrouve dans divers systèmes normatifs (certifications QUALITEL par exemple) des systèmes intermédiaires dits semi-instantanés (pour une autonomie de moins d'un quart d'heure) ou à semi-accumulation (autonomie de plus d'une heure). Pour les systèmes à accumulation, cette autonomie doit atteindre la journée (dans le but de maintenir les appels de puissance durant les heures creuses).
Hormis pour les systèmes instantanés, la source d'énergie doit être soit dans le volume tampon soit sur un circuit permettant de réchauffer progressivement l'eau contenue dans ledit volume en attendant sa consommation.

### Qualité sanitaire de l'eau chaude
Afin d’éviter la prolifération d'agents infectieux, l'eau chaude doit être stockée à une température suffisante (voir Règlementation ci-après).
L'utilisation de tuyaux en cuivre est parfois recommandée pour ses propriétés antibactériennes, qui permettent de réduire la formation du biofilm et la prolifération des bactéries. En tout état de cause, l'acier galvanisé n'est pas recommandé pour des questions de corrosion ; notamment, il supporte mal les températures trop élevées (maximum 60 °C réglementairement, ce qui ne facilite pas les chocs thermiques).

### Règlementation

#### En France
En France, la température de l'eau chaude sanitaire est règlementée par l'arrêté du 30 novembre 2005 qui obéit à deux objectifs :
1. la réduction des risques de brûlure : la température de l'eau chaude au point de puisage ne doit pas dépasser 50 °C dans les pièces destinées à la toilette, 60 °C dans les autres pièces d'habitation[7] ;
2. la prévention du développement des légionelles, lorsque l'installation comporte des points de puisage susceptibles d'engendrer l'exposition à un aérosol d'eau (douches) :
  - lorsque le volume entre le point de mise en distribution et le point de puisage le plus éloigné est supérieur à 3 litres, la température de l'eau doit être supérieure ou égale à 50 °C en tout point du système de distribution, à l'exception des tubes finaux d'alimentation des points de puisage. Le volume de ces tubes finaux d'alimentation est le plus faible possible, et dans tous les cas inférieur ou égal à 3 litres[6] ;
  - lorsque le volume total des équipements de stockage est supérieur ou égal à 400 litres, l'eau contenue dans les équipements de stockage doit être en permanence à une température supérieure ou égale à 55 °C à la sortie des équipements[6] ou être portée à une température suffisante au moins une fois par 24 h (à 70 °C pour au moins 2 min, à 65 °C pour au moins 4 min ou 60 °C pour au moins 60 min)[8].

## Économies d'eau chaude
Dans le cas où l'eau chaude est stockée dans un ballon :
- régler la température du chauffe-eau entre 55 et 60 °C ;
- renforcer l'isolation thermique du ballon et des tuyaux ;
- Installer un mitigeur ou un robinet thermostatique.